# Frank J. Selke-trófea

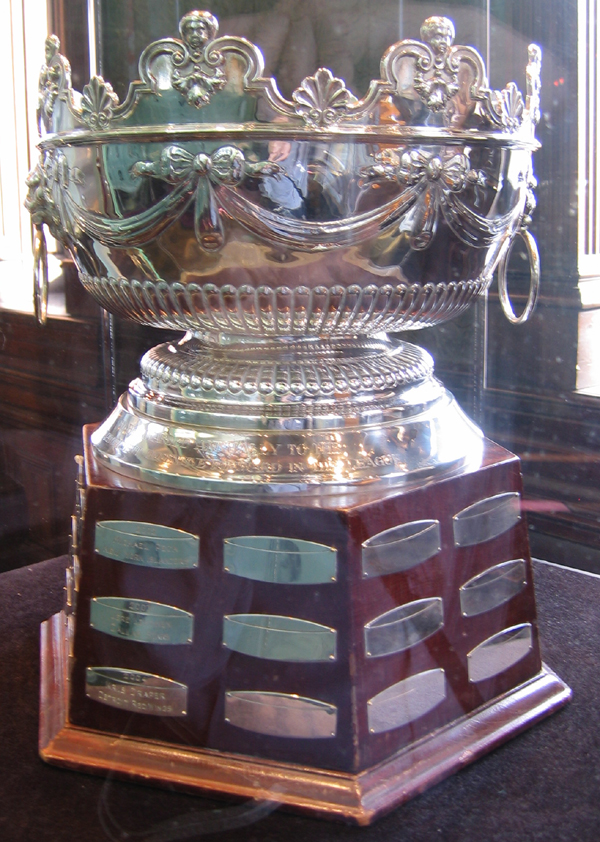
A Frank J. Selke-trófea

A Frank J. Selke-trófea egy trófea, melyet a National Hockey League-ben játszó játékosok kaphatnak meg. Az a csatár kapja minden évben, aki, mint védő is nagyon jól játszik. A díjat a Professional Hockey Writers' Association tagjai ítélik oda az alapszakasz végén. Az 1977–1978-as NHL-szezon óta kerül kiosztásra.

## A díjazottak

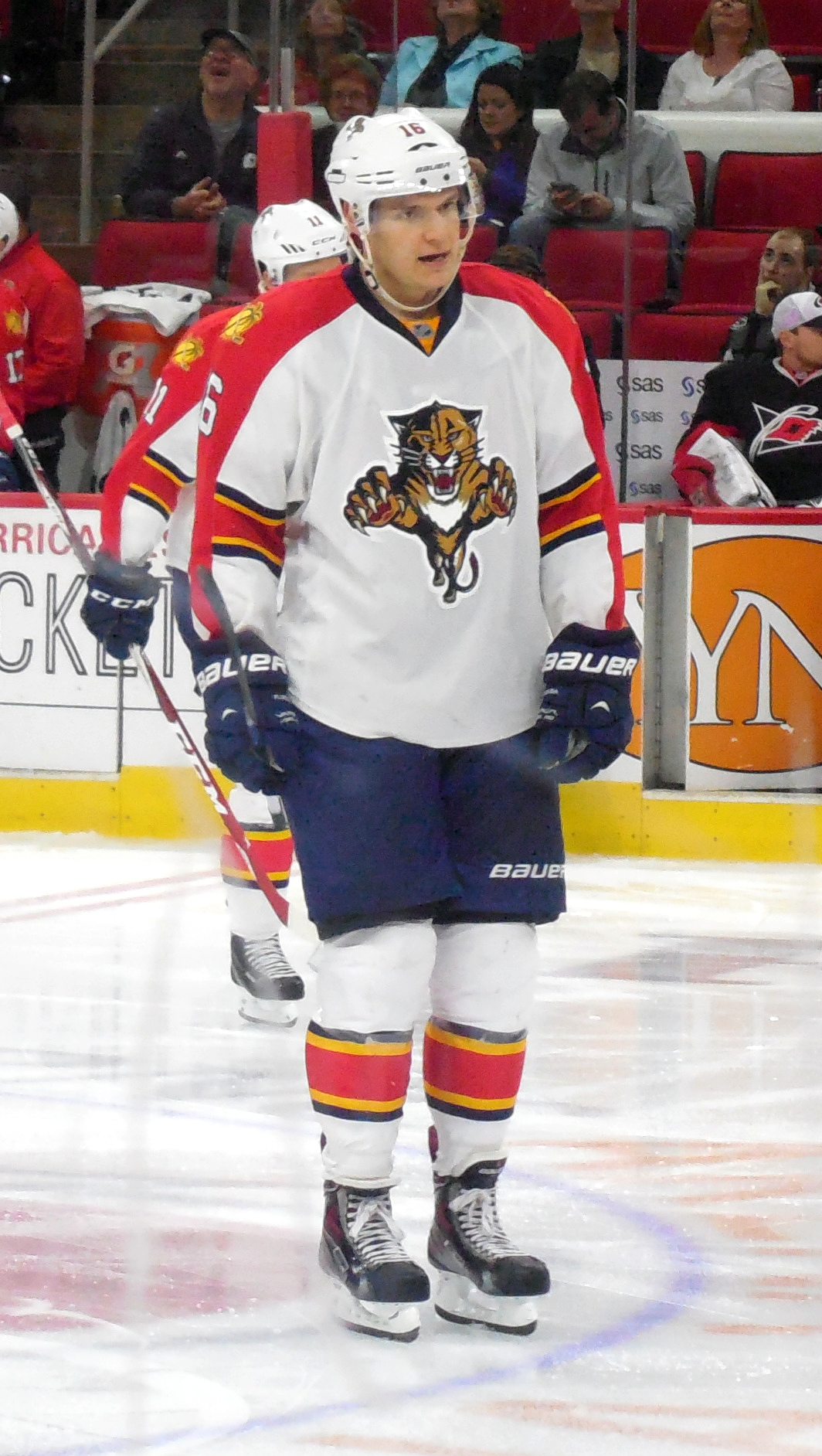
Aleksandr Barkov, kétszeres győztes

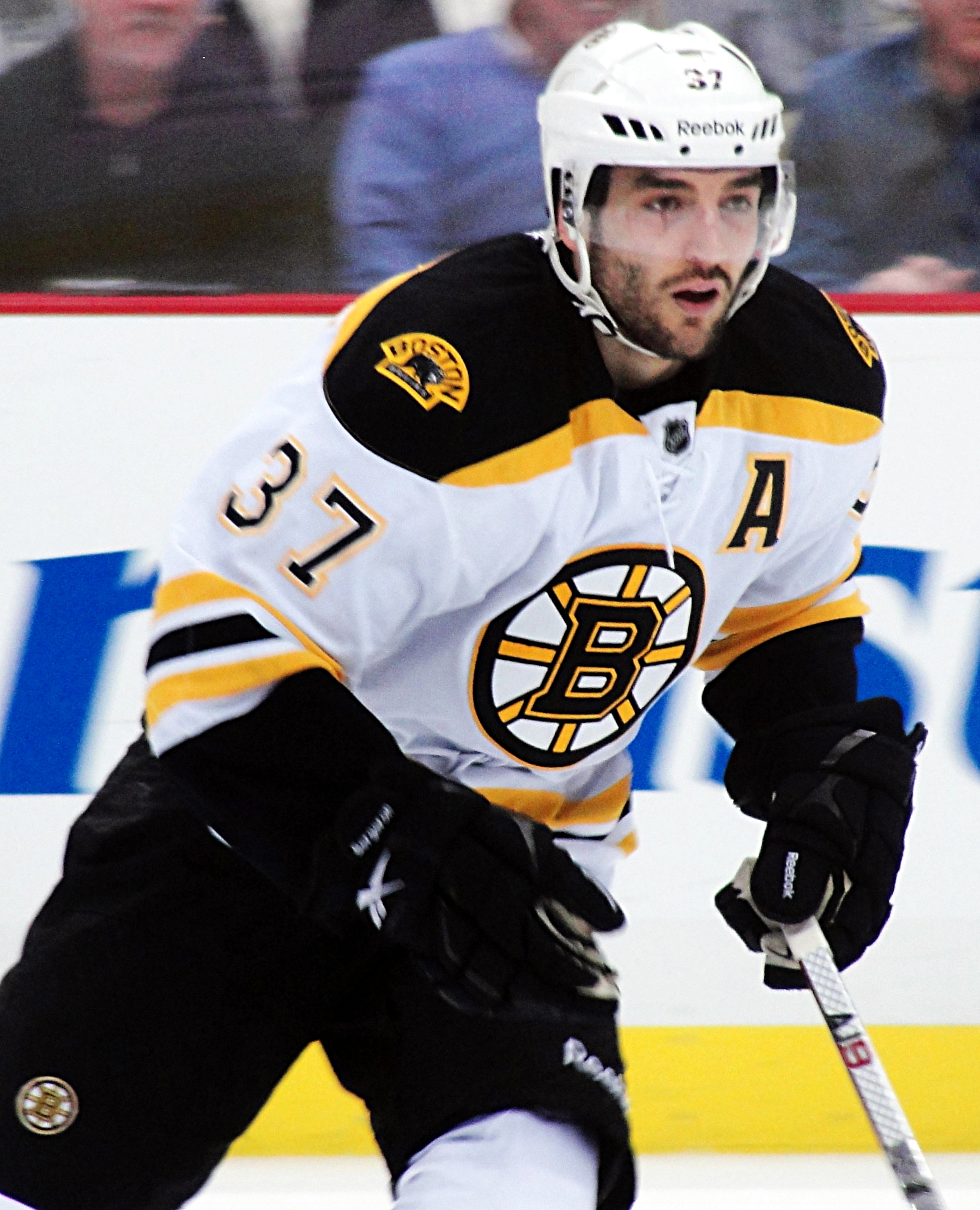
Patrice Bergeron, hatszoros győztes

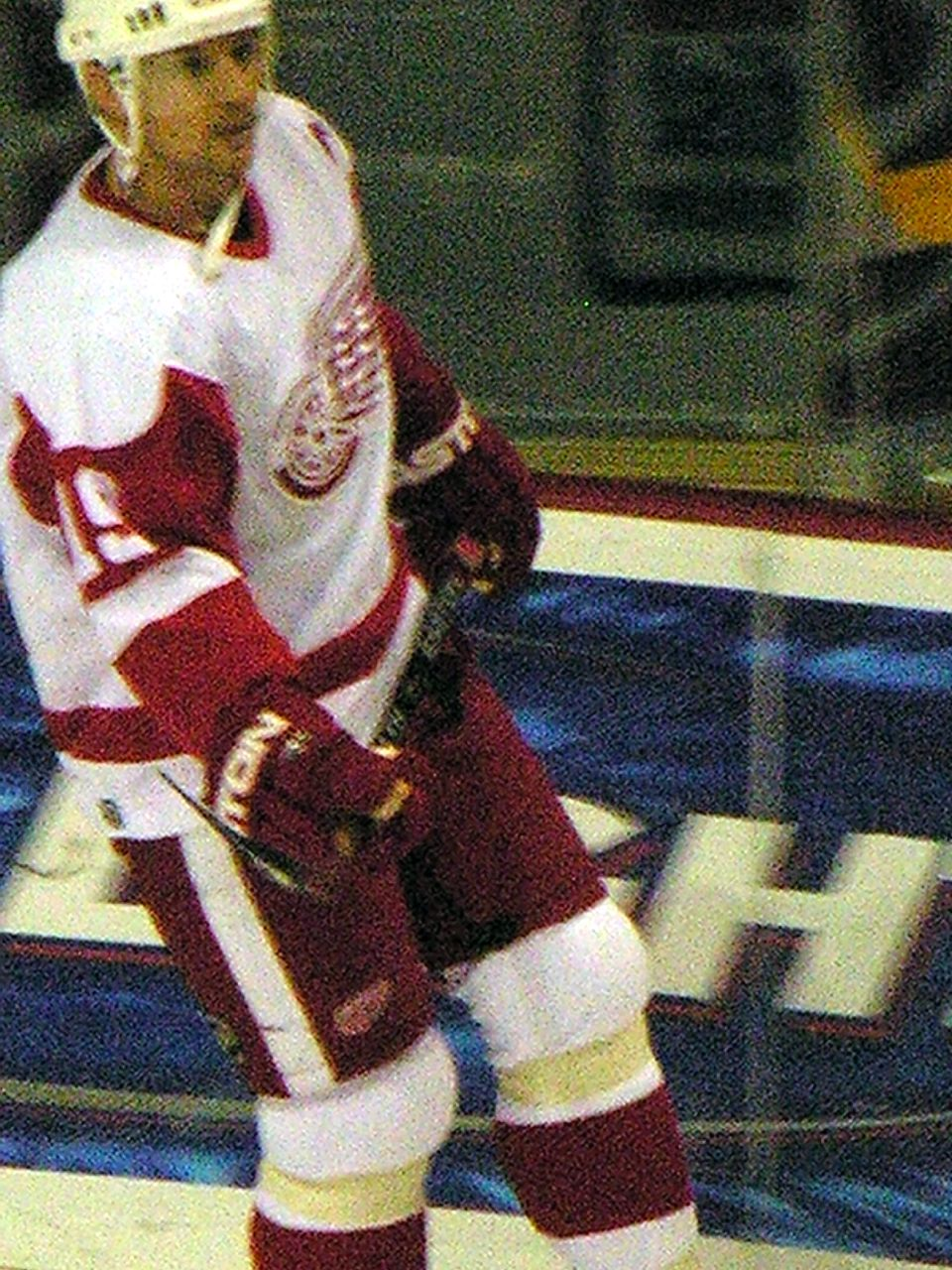
Steve Yzerman, egyszeres győztes

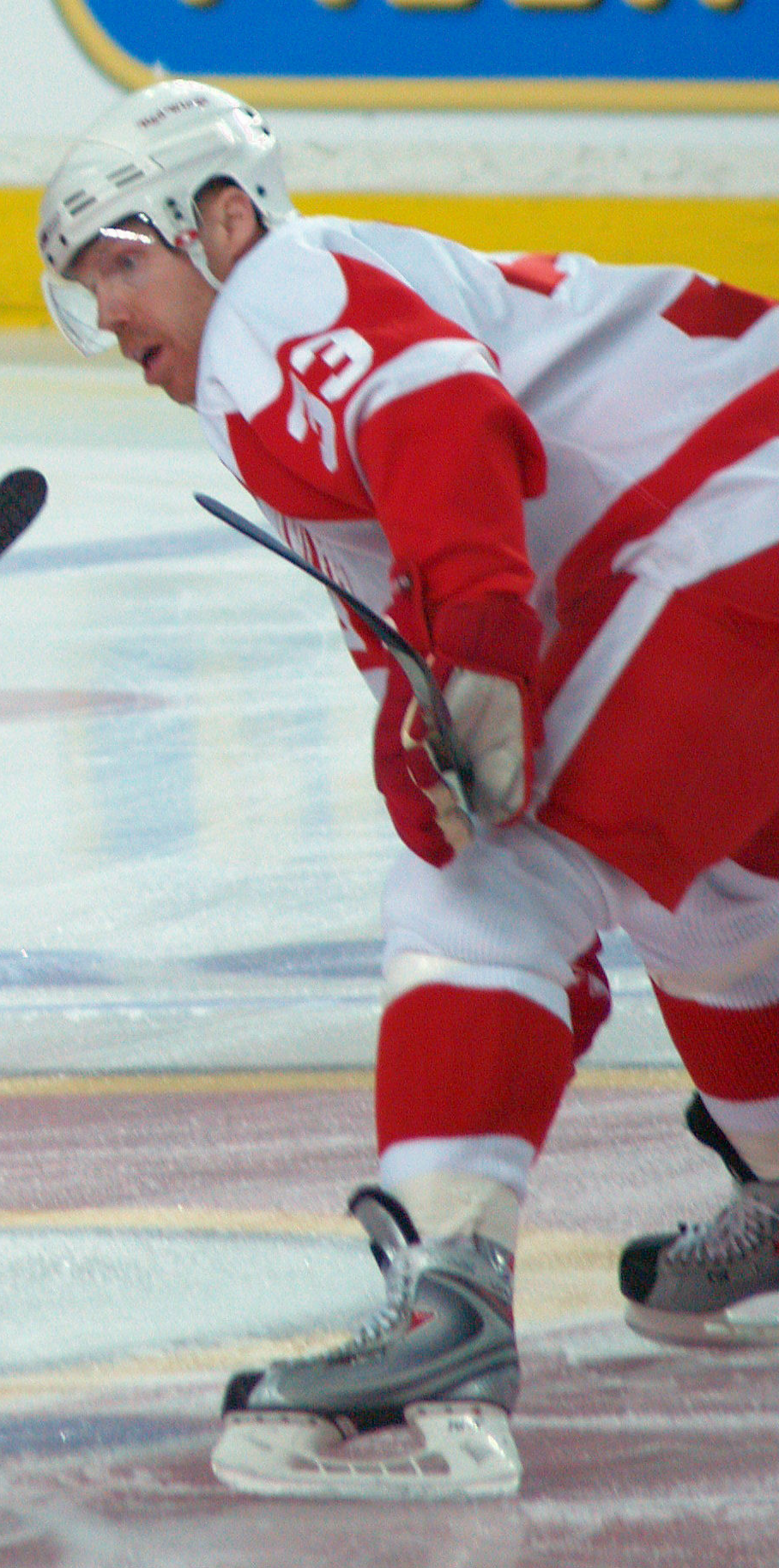
Kris Draper, egyszeres győztes

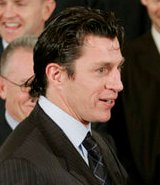
Rod Brind'Amour, kétszeres győztes

| C | Center | JSz | Jobb Szélső | BSz | Bal Szélső |

| Szezon    | Győztes                          | Csapat                           | Pozíció                          | #                                |
| --------- | -------------------------------- | -------------------------------- | -------------------------------- | -------------------------------- |
| 2024–2025 | Aleksandr Barkov                 | Florida Panthers                 | C                                | 3                                |
| 2023–2024 | Aleksandr Barkov                 | Florida Panthers                 | C                                | 2                                |
| 2022–2023 | Patrice Bergeron                 | Boston Bruins                    | C                                | 6                                |
| 2021–2022 | Patrice Bergeron                 | Boston Bruins                    | C                                | 5                                |
| 2020–2021 | Aleksandr Barkov                 | Florida Panthers                 | C                                | 1                                |
| 2019–2020 | Sean Couturier                   | Philadelphia Flyers              | C                                | 1                                |
| 2018–2019 | Ryan O’Reilly                    | St. Louis Blues                  | C                                | 1                                |
| 2017–2018 | Anže Kopitar                     | Los Angeles Kings                | C                                | 2                                |
| 2016–2017 | Patrice Bergeron                 | Boston Bruins                    | C                                | 4                                |
| 2015–2016 | Anže Kopitar                     | Los Angeles Kings                | C                                | 1                                |
| 2014–2015 | Patrice Bergeron                 | Boston Bruins                    | C                                | 3                                |
| 2013–2014 | Patrice Bergeron                 | Boston Bruins                    | C                                | 2                                |
| 2012–2013 | Jonathan Toews                   | Chicago Blackhawks               | C                                | 1                                |
| 2011–2012 | Patrice Bergeron                 | Boston Bruins                    | C                                | 1                                |
| 2010–2011 | Ryan Kesler                      | Vancouver Canucks                | C                                | 1                                |
| 2009–2010 | Pavel Dacjuk                     | Detroit Red Wings                | C                                | 3                                |
| 2008–2009 | Pavel Dacjuk                     | Detroit Red Wings                | C                                | 2                                |
| 2007–2008 | Pavel Dacjuk                     | Detroit Red Wings                | C                                | 1                                |
| 2006–2007 | Rod Brind'Amour                  | Carolina Hurricanes              | C                                | 2                                |
| 2005–2006 | Rod Brind'Amour                  | Carolina Hurricanes              | C                                | 1                                |
| 2004–2005 | A lockout miatt nem volt győztes | A lockout miatt nem volt győztes | A lockout miatt nem volt győztes | A lockout miatt nem volt győztes |
| 2003–2004 | Kris Draper                      | Detroit Red Wings                | C                                | 1                                |
| 2002–2003 | Jere Lehtinen                    | Dallas Stars                     | JSz                              | 3                                |
| 2001–2002 | Michael Peca                     | New York Islanders               | C                                | 2                                |
| 2000–2001 | John Madden                      | New Jersey Devils                | C                                | 1                                |
| 1999–2000 | Steve Yzerman                    | Detroit Red Wings                | C                                | 1                                |
| 1998–1999 | Jere Lehtinen                    | Dallas Stars                     | JSz                              | 2                                |
| 1997–1998 | Jere Lehtinen                    | Dallas Stars                     | JSz                              | 1                                |
| 1996–1997 | Michael Peca                     | Buffalo Sabres                   | C                                | 1                                |
| 1995–1996 | Szergej Fjodorov                 | Detroit Red Wings                | C                                | 2                                |
| 1994–1995 | Ron Francis                      | Pittsburgh Penguins              | C                                | 1                                |
| 1993–1994 | Szergej Fjodorov                 | Detroit Red Wings                | C                                | 1                                |
| 1992–1993 | Doug Gilmour                     | Toronto Maple Leafs              | C                                | 1                                |
| 1991–1992 | Guy Carbonneau                   | Montréal Canadiens               | C                                | 3                                |
| 1990–1991 | Dirk Graham                      | Chicago Blackhawks               | JSz                              | 1                                |
| 1989–1990 | Rick Meagher                     | St. Louis Blues                  | C                                | 1                                |
| 1988–1989 | Guy Carbonneau                   | Montréal Canadiens               | C                                | 2                                |
| 1987–1988 | Guy Carbonneau                   | Montréal Canadiens               | C                                | 1                                |
| 1986–1987 | Dave Poulin                      | Philadelphia Flyers              | C                                | 1                                |
| 1985–1986 | Troy Murray                      | Chicago Blackhawks               | C                                | 1                                |
| 1984–1985 | Craig Ramsay                     | Buffalo Sabres                   | BSz                              | 1                                |
| 1983–1984 | Doug Jarvis                      | Washington Capitals              | C                                | 1                                |
| 1982–1983 | Bobby Clarke                     | Philadelphia Flyers              | C                                | 1                                |
| 1981–1982 | Steve Kasper                     | Boston Bruins                    | C                                | 1                                |
| 1980–1981 | Bob Gainey                       | Montréal Canadiens               | BSz                              | 4                                |
| 1979–1980 | Bob Gainey                       | Montréal Canadiens               | BSz                              | 3                                |
| 1978–1979 | Bob Gainey                       | Montréal Canadiens               | BSz                              | 2                                |
| 1977–1978 | Bob Gainey                       | Montréal Canadiens               | BSz                              | 1                                |